# Holderness
Holderness är en halvö på Englands östra kust, i Yorkshire, mellan Humber och Nordsjön, och som slutar i Spurn Head, 250 km norr om huvudstaden London.